# Saint-Xandre
Saint-Xandre település Franciaországban, Charente-Maritime megyében. Lakosainak száma 5531 fő (2022. január 1.). Saint-Xandre Dompierre-sur-Mer, Marsilly, Nieul-sur-Mer, Puilboreau, Saint-Ouen-d’Aunis, Sainte-Soulle és Villedoux községekkel határos.

## Népesség
A település népessége az elmúlt években az alábbi módon változott:
| Lakosok száma | 1413 | 2987 | 3279 | 4470 | 4330 | 4589 | 4848 | 5091 | 5231 | 5531 |
|               | 1968 | 1982 | 1990 | 2006 | 2013 | 2015 | 2017 | 2019 | 2020 | 2022 |